# Aagtappel
De aagtappel (uitspraakⓘ) is een appel met een licht zure smaak.
De kleine Winkler Prins van 1949 noemt het Sint-Aagtenklooster als mogelijke naamgever van deze appel.